# Cão-islandês-de-pastoreio
A cão-islandês-de-pastoreio[Nota] (em islandês: islenskur fjárhundur) é uma raça spitz, que chegou à Islândia levada pelos viquingues no fim do século IX. De personalidade forte e entusiasta, teve sua população drasticamente reduzida, devido ao surto de cinomose ocorrido no século XIX. Na época, antes do tratamento contra a tênia, estes cães foram banidos da capital islandesa, banimento este mantido até hoje. Já sem risco de extinção, é tido como um cão de adestramento fácil, bom guarda e companheiro.